# Исторически провинции на Швеция
Провинциите (шв. landskap) са административни региони в Швеция до 1634 г., когато са били заменени от областите. Те не участват в устройството на съвременна Швеция, но все още се използват широко като обозначения и техните традиции продължават да се спазват.
В някои случаи областите почти съвпадат с бившите провинции (напр. областта и провинцията Даларна). В други случаи административните граници на областите се различават значително от културните региони, оформени исторически в рамките на провинциите.

## История
Някои от провинциите не са били винаги част от Швеция:
- Бухуслен (V в Йоталанд), Йемтланд (III в Норланд) и Хередолен (IV в Норланд) са част от Дания-Норвегия до 1645 г., и по силата на договора от Брьомсебру заедно с остров Йосен (сега част от Естония) преминават на подчинение на шведската корона (на картата в тъмносиньо). Халанд е окупирана за 30 години като гаранция за мира и безмитното преминаване на шведски кораби през Йоресун.
- Халанд (III в Йоталанд) става окончателно шведска заедно със Сконе (I в Йоталанд) и Блекинге (II в Йоталанд) през 1658 г. по силата на договора от Роскиле. Остров Борнхолм (долу, без номер) и Тронелаг (Средна Норвегия) също стават шведски по силата на договора, но през 1660 г. възстават и по силата на договора от Копенхаген се връщат под датски контрол (на картата в светлосиньо).
- Ингрия (Ингерманланд) е шведско владение от края на XVI и през XVII век и има статут на провинция, но няма дълбоко вкоренените културно-етнографски традиции на другите провинции. След Голямата Северна война (1700-1721) тя окончателно е част от Руската империя (на картата в зелено).
- Югоизточните части от Карелия преминават под руски контрол по силата на договора от Обу (днес Турку) през 1743 г. (на картата в тъмно-оранжево).
- Провинциите на Йостерланд и източните части на Норланд са отделени като Велико княжество Финландия, васално на Руската империя през 1809 г. (на картата в светлокафяво), което получава независимост през 1917 г. и е предшественика на съвременна Финландия. Впоследствие Вестерботен (части от която остават във Финландия) бива разделена на Вестерботен и Норботен. Последната получава герб като провинция едва през 1995 г.

## Провинции в днешна Швеция
- Блекинге (Blekinge)
- Бухуслен (Bohuslän)
- Вермланд (Värmland)
- Вестерботен (Västerbotten)
- Вестерйотланд (Västergötland)
- Вестманланд (Västmanland)
- Готланд (Gotland)
- Даларна (Dalarna)
- Далсланд (Dalsland)
- Йестрикланд (Gästrikland)
- Йемтланд (Jämtland)
- Йоланд (Öland)
- Йостерйотланд (Östergötland)
- (Шведска) Лапландия (Lappland)
- Меделпад (Medelpad)
- Нерке (Närke)
- Норботен (Norrbotten)
- Онгерманланд (Ångermanland)
- Сконе (Skåne)
- Смоланд (Småland)
- Сьодерманланд (Södermanland)
- Упланд (Uppland)
- Халанд (Halland)
- Хелсингланд (Hälsingland)
- Хередален (Härjedalen)

## Провинции в днешна Финландия
- Вестерботен (шв. Västerbotten, фин. Länsi-Pohja)
- Йостерботен (шв. Österbotten, фин. Pohjanmaa)
- Карелия (шв. Karelen, фин. Karjala)
- (Финландска) Лапландия (шв. Lappland, фин. Lappi)
- Нюланд (шв. Nyland, фин. Uusimaa)
- Оланд (шв. Åland, фин. Ahvenanmaa)
- Сатакунда (шв. Satakunda, фин. Satakunta)
- Саволакс (шв. Savolax, фин. Savo)
- Тавастланд (шв. Tavastland, фин. Häme)
- Същинска Финландия (шв. Egentliga Finland, фин. Varsinais-Suomi)